# Knocked Loose
Knocked Loose é uma banda americana de metalcore/beatdown hardcore de Oldham County, Kentucky, formada em 2013 e atualmente assinada pela Pure Noise Records. A banda lançou seu primeiro álbum de estúdio, Laugh Tracks, em setembro de 2016 pela Pure Noise Records.

## História
A carreira de Knocked Loose em sua forma atual começou em 2013, mas Bryan Garris afirmou que começou a tocar com vários dos membros atuais da banda em 2011 ou 2012.
Seu primeiro material de estúdio foi um EP intitulado Pop Culture, lançado em 2014 pela Little Heart Records.
Em 2015, Knocked Loose lançou um split com Damaged Goods pela No Luck Records (e digitalmente via Little Heart).
Na primavera de 2016, Knocked Loose apoiou o Counterparts em sua turnê como atração principal. Gideon & Expire também se juntaram como suporte. A banda então embarcou em uma turnê de verão apoiando The Acacia Strain em sua turnê "Common Vision Tour" de 2016. Oceano, Culture Killer e To the Wind também se juntaram à turnê. Já no outono, a banda apoiou Stick to Your Guns em sua turnê "Better Ash than Dust". As bandas Stray from the Path e Expire juntaram-se à escalação como suporte.
Em 2016, a banda anunciou que seu primeiro álbum de estúdio, intitulado Laugh Tracks, seria lançado pela Pure Noise Records, com quem haviam assinado no início daquele ano. O álbum foi lançado em 16 de setembro de 2016. No dia 9 de agosto de 2016, Knocked Loose estreou uma nova música de seu próximo álbum intitulado Oblivions Peak. Já em 31 de maio de 2017, a banda lançou um videoclipe para duas canções combinadas de Laugh Tracks, "Billy No Mates / Counting Worms", com o videoclipe começando com Billy No Mates e instantaneamente passando para Counting Worms.
Em 6 de junho de 2017, Knocked Loose foi anunciado para apoiar Every Time I Die junto com Hollow Earth para uma turnê no final de 2017 nos Estados Unidos, abrangendo setembro e outubro. Um mês depois, em julho de 2017, a banda anunciou uma turnê em novembro no Reino Unido, também abrindo para Every Time I Die, mas tocando ao lado da banda canadense de hardcore Comeback Kid em algumas datas selecionadas. No verão de 2017, Knocked Loose tocou em todas as datas da Vans Warped Tour no palco Full Sail ao lado de bandas como Trophy Eyes, Boston Manor e Movements. Knocked Loose abriu para Eighteen Visions em dois shows em dezembro de 2017 com Old Wounds and Tourniquet. No final de 2017, a banda anunciou sua primeira turnê nos Estados Unidos para o início de 2018, com o apoio das bandas de hardcore Terror, Jesus Piece, e dos colegas de gravadora Stone. No entanto, antes do início da turnê, após os membros de Stone foram acusados de agressão sexual, Knocked Loose os retirou da turnê e os substituiu por Year of the Knife.
A maioria das datas de seu primeiro headliner estavam esgotadas, o que lhes permitiu abrir para Parkway Drive e Thy Art Is Murder em suas turnês europeias e também para tocar algumas datas no palco principal da última Warped Tour.
No outono de 2018, Knocked Loose abriu para Beartooth em sua turnê Disease com o grupo Sylar. Knocked Loose então embarcou em uma turnê como atração principal na primavera de 2019. The Acacia Strain, Harm's Way, Sanction e Higher Power se juntaram como suporte. Knocked Loose então apoiou A Day to Remember no verão de 2019 com Boston Manor.
O próximo álbum de Knocked Loose, A Different Shade of Blue, foi lançado em 23 de agosto de 2019. Para apoiar ao novo álbum, a banda embarcou em uma grande turnê como atração principal nos EUA durante o outono de 2019. Stick to Your Guns, Rotting Out, Candy e SeeYouSpaceCowboy se juntaram à turnê como suporte.
Knocked Loose foi atração principal no final do verão com Gatecreeper, Magnitude e Kharma. A banda então abriu para Gojira em sua turnê de outono de 2021 com Alien Weaponry .
Em outubro de 2021, a banda, sem nenhum aviso prévio, lançou seu EP A Tear In The Fabric Of Life. O registro conceitual documenta a "história de alguém passando por 'luto extremo'". Paralelamente, foi lançado um curta-metragem de animação, que acompanha toda a extensão do EP. Foi dirigido pelo diretor sueco Magnus Jonsson. O lançamento, assim como o curta-metragem, recebeu críticas em sua maioria positivas. Sua música "God Knows" foi eleita pela Loudwire como a 30.ª melhor música de metal de 2021.

## Estilo musical
Knocked Loose foi categorizado em vários subgêneros pela mídia e publicações, incluindo hardcore punk, metalcore e beatdown hardcore. New Noise, ao revisar seu álbum de estreia Laugh Tracks, descreveu o som da banda como sendo semelhante a "Comeback Kid em seu ponto mais pesado com algumas doses adicionais de riffs do Slayer e malícia no estilo Code Orange". Bryan Garris, o vocalista principal da banda, descreveu seu som como sendo "imprensado entre beatdown hardcore e metalcore", embora tenha afirmado que a intenção da banda era produzir um som diverso que fosse difícil de categorizar. Knocked Loose foi creditado como um dos precursores da cena de "renascimento" do beatdown hardcore da primeira onda do final dos anos 2010, ao lado de bandas como Code Orange, Counterparts, Kublai Khan, Varials e Jesus Piece.
Como é comum nos gêneros metalcore e beatdown hardcore Knocked Loose incorpora "brekadowns" de ritmo lento em sua música.

## Integrantes
Knocked Loose ao vivo no With Full Force 2018
|  |  |  |  |

Membros atuais
- Bryan Garris – vocal principal (2013–presente)
- Isaac Hale – guitarra solo, vocal de apoio (2013–presente)
- Kevin Otten – baixo (2013–presente)
- Kevin "Pacsun" Kaine – bateria (2015–presente)
- Nicko Calderon – guitarra base, backing vocals (2020–presente)

Membros antigos
- Cole Crutchfield – guitarra base, backing vocals (2015–2020)

## Discografia
Álbuns de Estudio
- Laugh Tracks (2016, Pure Noise)
- A Different Shade of Blue (2019, Pure Noise)

EPs e splits
- Pop Culture (2014, Little Heart)
- Knocked Loose/Damaged Goods (2015, No Luck/Little Heart)
- Mistakes Like Fractures[31] (2019, Pure Noise)
- A Tear in the Fabric of Life[24] (2021, Pure Noise)

Demos
- Manipulator (demo) (2013)

Singles
- "The Have Nots"
- "Manipulator"
- "SS" (2014, Little Heart)
- "Deadringer"
- "Oblivion's Peak"
- "Billy No Mates / Counting Worms"
- "Mistakes Like Fractures"
- "...And Still I Wander South"
- "Trapped in the Grasp of a Memory"